# Liga Panameña de Fútbol 2024
La Liga Panameña de Fútbol 2024, nota anche come Liga LPF Tigo 2024 per ragioni di sponsorizzazione, è stata la 60ª edizione della massima serie del campionato di calcio panamense. Il campionato è iniziato il 19 gennaio e si è concluso il 1º dicembre 2024.
La stagione sarà divisa in due tornei separati, l'Apertura e il Clausura 2024, con lo stesso formato e le stesse squadre partecipanti, che decreteranno due campioni nazionali.
La squadra campione in carica è l'Indep. La Chorrera, che ha vinto entrambi i tornei dell'edizione 2023, rispettivamente i suoi quinto e sesto titolo nazionali. I campionati di Apertura e Clausura sono stati vinti rispettivamente da Tauro (al suo diciassettesimo titolo) e Indep. La Chorrera, per il suo settimo campionato nazionale.

## Stagione

### Novità
Il campionato non prevede una formula di promozioni e retrocessioni, ma rispetto alla precedente stagione il campionato non vede più la presenza dell'Atlético Chiriquí, che non ha visto rinnovata la sua licenza e non prende parte alle competizioni nazionali. Al suo posto è stato ammesso al campionato il Veraguas Utd.

### Formula
Il campionato è diviso in due tornei separati, Apertura e Clausura, che assegnano due distinti titoli nazionali con la stessa formula.
Per entrambi i tornei è prevista una prima fase in cui le 12 squadre partecipanti sono suddivise in due gironi all'italiana, ognuno da 6 squadre, che giocano andata e ritorno con l'aggiunta di tre giornate (andata e ritorno) contro le squadre dell'altro girone, per un totale di 16 giornate. 
Al termine della stagione regolare, le prime tre classificate di ogni girone si qualificano per i play-off, con seconde e terze classificate che giocano un primo turno ad eliminazione diretta, mentre le vincenti dei gironi ottengono la qualificazione per la semifinale, per decretare la squadra campione del periodo. L'ultima classificata in base alla classifica aggregata è retrocessa in Liga de Ascenso.

## Squadre partecipanti
| Club               | Città                | Stagione precedente                            |
| ------------------ | -------------------- | ---------------------------------------------- |
| Alianza Panama     | Chilibre             | 6° in Apertura - Est; semifinale di Clausura   |
| Árabe Unido        | Colón                | 5° in Apertura - Est; 4° in Clausura - Est     |
| Indep. La Chorrera | La Chorrera          | Campione di Apertura e di Clausura             |
| Herrera            | Chitré               | Play-off di Apertura; play-off di Clausura     |
| Plaza Amador       | Panama               | Semifinale di Apertura; 5° in Clausura - Est   |
| Potros del Este    | Pacora               | 4° in Apertura - Est; 6° in Clausura - Est     |
| San Francisco      | San Francisco        | 5° in Apertura - Ovest; play-off di Clausura   |
| Sporting S.M.      | San Miguelito        | Semifinale di Apertura; semifinale di Clausura |
| Tauro              | Panama               | Finale di Apertura; finale di Clausura         |
| Universitario      | Panama               | Play-off di Apertura; 4° in Clausura - Ovest   |
| UMECIT FC          | San Miguelito        | 4° in Apertura - Ovest; 5° in Clausura - Ovest |
| Veraguas Utd       | Santiago de Veraguas | Liga de Ascenso                                |

## Apertura

### Stagione regolare

#### Girone Est
|  | Pos. | Squadra         | Pt | G  | V | N | P  | GF | GS | DR  |
|  | ---- | --------------- | -- | -- | - | - | -- | -- | -- | --- |
|  | 1.   | Potros del Este | 29 | 16 | 8 | 5 | 3  | 22 | 16 | +6  |
|  | 2.   | Tauro           | 28 | 16 | 8 | 4 | 4  | 21 | 11 | +10 |
|  | 3.   | Plaza Amador    | 26 | 16 | 8 | 2 | 6  | 21 | 17 | +4  |
|  | 4.   | Alianza Panama  | 23 | 16 | 6 | 5 | 5  | 17 | 19 | -2  |
|  | 5.   | Sporting S.M.   | 20 | 16 | 5 | 5 | 6  | 16 | 19 | -3  |
|  | 6.   | Árabe Unido     | 10 | 16 | 2 | 4 | 10 | 13 | 27 | -14 |

Legenda:
      Qualificata ai play-off.

#### Girone Ovest
|  | Pos. | Squadra            | Pt | G  | V | N | P  | GF | GS | DR  |
|  | ---- | ------------------ | -- | -- | - | - | -- | -- | -- | --- |
|  | 1.   | San Francisco      | 31 | 16 | 9 | 4 | 3  | 18 | 14 | +4  |
|  | 2.   | Herrera            | 25 | 16 | 7 | 4 | 5  | 28 | 23 | +5  |
|  | 3.   | Indep. La Chorrera | 24 | 16 | 7 | 3 | 6  | 24 | 16 | +8  |
|  | 4.   | UMECIT FC          | 21 | 16 | 5 | 6 | 5  | 14 | 15 | -1  |
|  | 5.   | Universitario      | 16 | 16 | 3 | 7 | 6  | 18 | 24 | -6  |
|  | 6.   | Veraguas Utd       | 9  | 16 | 2 | 3 | 11 | 20 | 31 | -11 |

Legenda:
      Qualificata ai play-off.

### Fase finale

#### Primo turno
| Squadra 1 | Risultato | Squadra 2          |
| --------- | --------- | ------------------ |
| Tauro     | 4 - 1     | Indep. La Chorrera |
| Herrera   | 1 - 2     | Plaza Amador       |

#### Semifinali
| Squadra 1    | Totale | Squadra 2       | Andata | Ritorno |
| ------------ | ------ | --------------- | ------ | ------- |
| Tauro        | 2 - 1  | San Francisco   | 2 - 1  | 0 - 0   |
| Plaza Amador | 2 - 1  | Potros del Este | 1 - 1  | 1 - 0   |

#### Finale
| Squadra 1 | Risultato | Squadra 2    |
| --------- | --------- | ------------ |
| Tauro     | 2 - 0     | Plaza Amador |

## Clausura

### Stagione regolare

#### Girone Est
|  | Pos. | Squadra         | Pt | G  | V | N | P | GF | GS | DR |
|  | ---- | --------------- | -- | -- | - | - | - | -- | -- | -- |
|  | 1.   | Plaza Amador    | 30 | 16 | 8 | 6 | 2 | 18 | 13 | +5 |
|  | 2.   | Sporting S.M.   | 29 | 16 | 8 | 5 | 3 | 16 | 9  | +7 |
|  | 3.   | Árabe Unido     | 27 | 16 | 7 | 6 | 3 | 19 | 10 | +9 |
|  | 4.   | Tauro           | 24 | 16 | 6 | 6 | 4 | 18 | 15 | +3 |
|  | 5.   | Alianza Panama  | 21 | 16 | 6 | 3 | 7 | 15 | 18 | -3 |
|  | 6.   | Potros del Este | 16 | 16 | 3 | 7 | 6 | 14 | 23 | -9 |

Legenda:
      Qualificata ai play-off.

#### Girone Ovest
|  | Pos. | Squadra            | Pt | G  | V | N | P  | GF | GS | DR |
|  | ---- | ------------------ | -- | -- | - | - | -- | -- | -- | -- |
|  | 1.   | Indep. La Chorrera | 31 | 16 | 9 | 4 | 3  | 22 | 15 | +7 |
|  | 2.   | Universitario      | 23 | 16 | 7 | 2 | 7  | 18 | 18 | 0  |
|  | 3.   | Veraguas Utd       | 20 | 16 | 5 | 5 | 6  | 18 | 19 | -1 |
|  | 4.   | UMECIT FC          | 19 | 16 | 5 | 4 | 7  | 12 | 13 | -1 |
|  | 5.   | San Francisco      | 11 | 16 | 2 | 5 | 9  | 13 | 21 | -8 |
|  | 6.   | Herrera            | 8  | 16 | 1 | 5 | 10 | 12 | 21 | -9 |

Legenda:
      Qualificata ai play-off.

### Fase finale

#### Primo turno
| Squadra 1     | Risultato | Squadra 2    |
| ------------- | --------- | ------------ |
| Sporting S.M. | 2 - 3     | Veraguas Utd |
| Universitario | 0 - 1     | Árabe Unido  |

#### Semifinali
| Squadra 1          | Totale | Squadra 2    | Andata | Ritorno |
| ------------------ | ------ | ------------ | ------ | ------- |
| Árabe Unido        | 3 - 5  | Plaza Amador | 1 - 2  | 2 - 3   |
| Indep. La Chorrera | 3 - 1  | Veraguas Utd | 2 - 1  | 1 - 0   |

#### Finale
| Squadra 1          | Risultato | Squadra 2    |
| ------------------ | --------- | ------------ |
| Indep. La Chorrera | 2 - 1     | Plaza Amador |